# Чиженков, Николай Николаевич
Николай Николаевич Чиженков (1921—2004) — наводчик орудия 233-го гвардейского артиллерийского полка (95-я гвардейская стрелковая дивизия, 5-я гвардейская армия, 1-й Украинский фронт), гвардии сержант, Герой Советского Союза (1945).

## Биография
Родился 2 февраля 1921 года в селе Мокрая Бугурна ныне Цильнинского района Ульяновской области в семье крестьянина. Русский.
В 1939 году закончил Мелекесскую профтехшколу (позже — Мелекесская тракторная механическая школа), работал в колхозе трактористом.
В Красной Армии с 1940 года, на фронте Великой Отечественной войны — с июля 1941. Член ВКП(б)/КПСС с 1943 года.
Отличился в наступательных боях в январе 1945 в районе города Пинчув (восточнее города Ченстохова, Польша). 14 января 1945 года в числе первых под сильным огнём противника Чиженков переправился через реку Нида, уничтожил вражеские огневые точки, подбил три самоходных орудия, обеспечив переправу стрелковых подразделений.
В 1946 году демобилизован. Жил на родине, работал механизатором в колхозе. С 1967 года жил в Ульяновске, работал контролёром ОТК на заводе УАЗ.
Умер в 2004 году, похоронен на Северном кладбище Ульяновска.

## Награды
- Звание Герой Советского Союза присвоено 10 апреля 1945 года (номер медали 6875)[3].

Мемориальная доска с именами Героев.

- Мемориальная доска с именами Героев. Награждён орденом Ленина, орденами Отечественной войны 1-й и 2-й степеней и Красной Звезды, а также медалями, в том числе «За отвагу».

## Память
- В Государственном архиве Ульяновской области находятся архивные материалы, посвящённые Н. Н. Чиженкову[4].
- Также документы Чиженкова имеются в Музее истории и трудовой Славы ОАО «УАЗ».
- У Обелиска «30 лет Победы» в Ульяновске имя Чиженкова занесено на Мемориальной доске.